# Raymond Richards
Raymond Richards (28 de abril de 2001) es un deportista jamaicano que compite en atletismo. Ganó una medalla de bronce en el Campeonato Mundial de Atletismo en Pista Cubierta de 2025, en la prueba de salto de altura.

## Palmarés internacional
| Campeonato Mundial en Pista Cubierta | Campeonato Mundial en Pista Cubierta | Campeonato Mundial en Pista Cubierta | Campeonato Mundial en Pista Cubierta |
| Año                                  | Lugar                                | Medalla                              | Prueba                               |
| ------------------------------------ | ------------------------------------ | ------------------------------------ | ------------------------------------ |
| 2025                                 | Nankín (China)                       | Medalla de bronce                    | Salto de altura                      |